# Список людей, що проголосили себе месією
Список людей, що проголосили себе месією — це перелік відомих людей, які проголосили месією самі себе або проголошені їхніми послідовниками. Список розділений на категорії та поданий хронологічно.

## Єврейські месії
У юдаїзмі термін «месія» спочатку використовувався щодо божественно призначеного царя, такого як Давид, Кір Великий або Александр Македонський. Пізніше, особливо після поразки царства Хасмонеїв (37 р. до н. е.) та єврейсько-римських воєн (66–135 рр. н. н.), месією мав стати той, хто врятував би євреїв від римського гніту. Термін «псевдомесія» відсутній у равинській літературі до середини сьомого століття, коли в книзі Зоровавеля вживається термін, машіах шекер («помилковий месія»).
- Симон Бар-Кохба (помер бл. 135 року) заснував недовговічну єврейську державу до поразки у Другій єврейсько-римській війні.
- Мойсей Критський приблизно в 440—470 роках переконав критських євреїв, що вони перейдуть море пішки, як це робив Мойсей, і повернуться до Ізраїлю. Результати були катастрофічними, багато людей стопилося, а він незабаром зник.
- Іцхак бен Яків Овадія Абу Іса (684—705), очолив повстання в Персії проти омеядського халіфа Абд аль-Маліка ібн Марвана.
- Давид Алрой. Народився в Курдистані. Близько 1160 року агітував проти халіфа, перш ніж його вбили.
- Мойсей Ботарель із Сіснероса. Жив у 15 столітті. Проголосив себе месією та алхіміком, вмів комбінувати імена Бога для практичних цілей.
- Ашер Леммлейн. Родом з Венеції. Проголосив себе месією в 1502 році.
- Давид Реубені (1490—1541?) та Шломо Молхо (1500—1532) — месіанські авантюристи, які подорожували по Португалії, Італії та Туреччині; Молхо, спершу був хрещеним католиком, тому засуджений інквізицією за відступництво і спалений на вогні.
- Саббатай Цеві (1626—1676), османський єврей, проголосив себе месією, але потім перейшов у іслам; досі в нього є послідовники в секті Донме.
- Яків Керідо (? –1690) став наступником Саббатая; пізніше перейшов в іслам і очолили Донме.
- Мігель Кардозо (1630—1706), ще один наступник Саббатая, який претендував на титул «Месія бен Ефраїм».
- Лебеле Просніц (? –1750 р.) — наступник Саббатая, називаючи себе «Месією бен Йосифом».
- Якоб Джозеф Франк (1726—1791) проголосив себе перевтілення царя Давида і проповідував синтез християнства та іудаїзму.
- Йосеф Іцхак Шнеерсон (1880—1950), шостий ребе Любавич, проголосив себе Месією.[4][5][6][7]

## Християнські месії

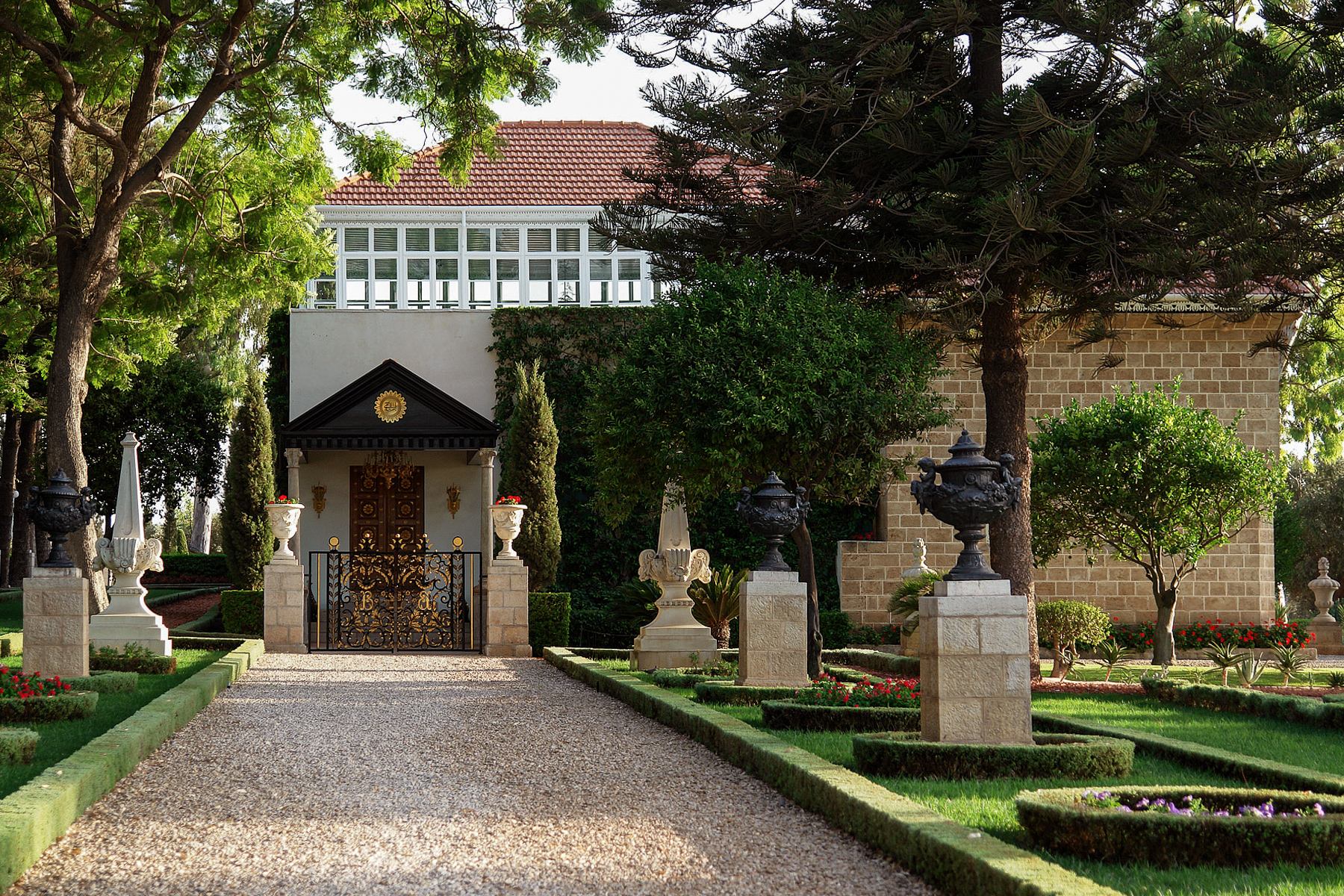
Храм Бахаулли

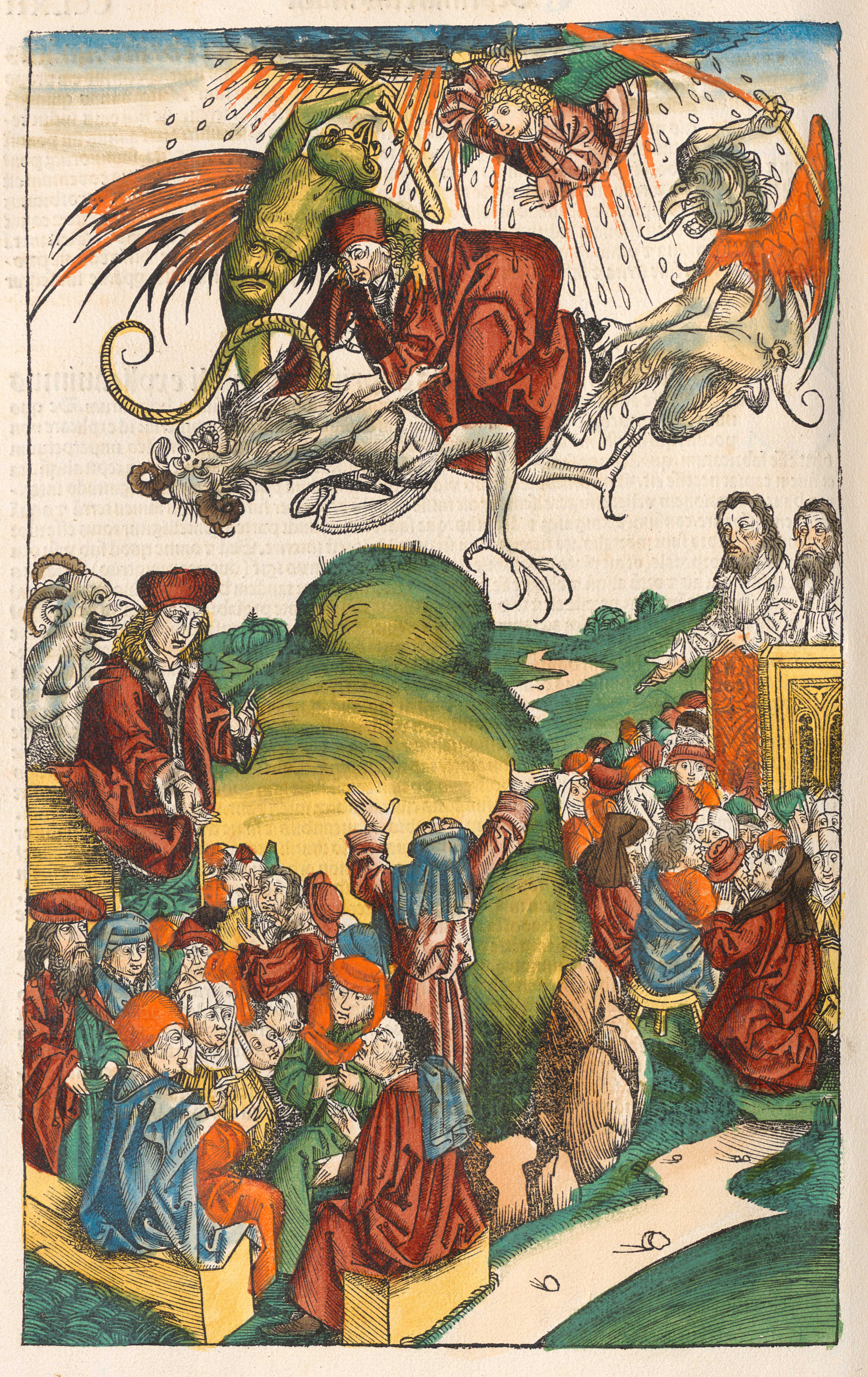
Симон Маг

- Симон Маг (початок І століття) — самаритянин, засновник секти симоніан; вважав себе Богом та реінкарнацією Христа.
- Досітей Самарянин (середина І століття), був одним із передбачуваних засновників мандеїзму.
- Танхельм Антверпенський (бл. 1110), страчений як єретик.
- Анна Лі (1736—1784), центральна фігура серед шейкерів,[8] проголосила себе у 1772 році жіночим аналогом Христа.[9]
- Бернхард Мюллер (c. 1799—1834) стверджував, що є Левом Юди та володіє філософським каменем.
- Джон Ніколс Том (1799—1838).[10]
- Арнольд Поттер (1804—1872), схизматичний лідер Церкви Ісуса Христа Святих останніх днів; називав себе «Поттер Христос»
- Хун Сюцюань (1814—1864), Хакка китайський; проголосив себе молодшим братом Ісуса Христа; розпочав Тайпінське повстання і заснував Небесне Царство Великого Миру, проголосив себе Небесним князем (Тянь-ван). Покінчив життя самогубством до падіння Тяньцзіна (Нанкіна) у 1864 році.
- Мірза Хусейн-Алі-і-Нурі, Бахаулла (1817—1892), народжений шиїт, прийняв бабизм в 1844 році. У 1863 році заснував нову релігію бахаїзм.[11]
- Якобіна Менц Маурер (1841—1874) бразилійка німецького походження. очолила повстання хакерів, що сталося в німецькій громаді в Бразилії. Проголосила себе перевтіленням Ісуса Христа. Якобіна була застрелена разом із багатьма її послідовниками бразильською імператорською армією.
- Вільям В. Девіс (1833—1906), схизматичний лідер Церкви Ісуса Христа Святих останніх днів; стверджував, що його син Артур (1868 р.н.) був перевтіленим Ісусом Христом.
- Сайрус Рід Тід (18 жовтня 1839 — 22 грудня 1908) американський лікар-еклектик, алхімік, проголосив себе месією.
- Абд-ру-шин, справжнє ім'я Оскар Ернст Бернгардт (18 квітня 1875 — 6 грудня 1941), засновник Міжнародного Руху Грааля.[12][13][14]
- Лу де Палінгер (1898—1968), нідерландський харизматичний лідер, який стверджував, що він є Богом, а також Месією з 1950 року до своєї смерті в 1968 році.
- Преподобний Дівайн (Джордж Бейкер) (бл. 1880 –1965), афроамериканський духовний лідер, проголосив себе Богом.
- Андре Матсова (1899—1942), конголезький релігійний діяч, проголошений месією його послідовниками.
- Самуель Аун Веор (1917—1977), колумбійський та мексиканський езотерик, філософ, окультист, засновник Всесвітнього християнського гностичного руху. Стверджував, що помре та воскресне у 1978 році.[15]
- Ан Санг-Хонг (1918—1985), корейський релігійний діяч, засновник Всесвітньої Місії Товариства Церкви Божої, члени якої поклоняються йому як месії.[16]
- Мун Сон Мьон (1920—2012), корейський релігійний і громадський діяч, засновник новітньої релігійної течії «Церква об'єднання». Вважав себе месією та «другим пришестям Христа».[17]
- Яхве бен Яхве (1935—2007), народжений як Гулон Мітчелл-молодший, чорний націоналіст і сепаратист, який створив рух Нація Яхве і нібито організував вбивство десятків людей.
- Ласло Тот (1940—2012) — угорський геолог, вважав себе Ісусом Христом.
- Вейн Бент (нар. 1941), засновник Церкви Господа Нашої Праведності, засуджений 15 грудня 2008 року за сексуальні зносини з неповнолітньою.[18]
- Міцуо Матайосі (нар. 1944), у 1997 році він створив Партію Всесвітнього економічного співтовариства, виходячи з переконання, що він є Богом і Христом.
- Чон Мен Сок (нар. 1945 р.), південнокорейський релігійний діяч, у 1970-их був членом Церкви Об'єднання[19] , у 1980-их разом з однодумцями відколовся від секти і заснував Церкву Провидіння.[20][21] Вважав себе перевтіленням Христа.[22]
- Клод Ворілон, відомий як Раель (народився 1946), французький журналіст, заснував у 1972 році рух раелітів, НЛО-релігію, яка вчить, що життя на Землі створене інопланетянами, які називаються Елогім. Він стверджував, що зустрів позаземного гуманоїда в 1973 році і став Месією
- Хосе Луїс де Хесус (1946—2013), засновник і керівник секти Creciendo en Gracia у Флориді.
- Інрі Крісту (нар. 1948) — бразильський харизматичний релігійний лідер, який проголосив себе перевтіленням Ісуса Христа.[23]
- Аполло Кіболой (нар. 1950), засновник і керівник релігійної групи Царство Ісуса Христа, який стверджує, що Ісус Христос є «Всемогутним Батьком», що Кіболой — «Його призначений син»[24]
- Девід Айк (нар. 1952), британський письменник, який назвав себе «сином Божим» та «каналом для духа Христа».
- Браян Девід Мітчелл народився 18 жовтня 1953 року в Солт-Лейк-Сіті, штат Юта.[25][26]
- Девід Кореш (Вернон Вейн Говелл) (1959—1993), американський релігійний діяч. Лідер секти «Гілка Давидова». Загинув в 1993 році під час облоги маєтку «Маунт Кармел» агентами ФБР.
- Марія Деві Христос, справжнє ім'я Цвігун Марина Вікторівна (нар. 1960), засновниця та лідер новітнього релігійного руху, тоталітарної секти Біле братство. Оголосила себе Дівою Марією, живим втіленням Христа, одночасно його матір'ю і нареченою.
- Сергій Тороп (нар. 1961), російський релігійний діяч, називає себе «Віссаріон», засновник Церкви Останнього Завіту та духовної громади Екополіс Тіберкуль у Південному Сибіру. Адепти його секти вважають його другим пришестя, втіленням Христа.
- Алан Джон Міллер (нар. 1962), засновник культу Божественної Правди, нового релігійного руху, що базується в Австралії. Алан Джон Міллер, також відомий як AJ, стверджує, що є Ісусом із Назарету через перевтілення.
- Девід Шейлер (нар. 1965) — колишній агент MI5, 7 липня 2007 року оголосив себе Месією.[27]

## Мусульманські месії
Ісламська традиція має пророцтво про Магді, який прийде разом із поверненням Іси (Ісуса).
- Мухаммад Джаунпурі (1443—1505), подорожував Північно-Східною Індією.
- Баб (1819—1850), оголосив себе Магді в Ширазі, Іран в 1844 році.
- Мухаммед Ахмад («Божевільний Махді») (1844—1885), оголосив себе Магді в 1881 році, переміг армію Османського Єгипту і заснував Махдистську держав.
- Мірза Гулам Ахмад з Індії (1835—1908), проголосив себе Месією[28][29]. Він стверджував, що Ісус помер природною смертю після пережитого розп'яття. Він заснував Ахмадійський рух у 1889 році, стверджуючи, що це омолодження ісламу. Прихильники руху Ахмадія заявляють, що вони є мусульманами, але інші мусульманські групи сприймаються ними як неправильні.[30][31]
- Саїд Мохаммед Абділле Гасан (1864—1920), заснував Державу дервішів, що існувала на території сучасної Сомалі.
- Рашад Халіфа (1935—1990), єгипетсько-американський біохімік, який стверджував, що виявив математичний код у тексті Корану, що містить число 19; пізніше він заснував рух «Інтернешнл», до того як його вбили.
- Джухайман аль-Отайбі (1936—1980), захопив Мечеть аль-Харам у Мецці в листопаді 1979 року і проголосив свого зятя Магді.
- Луїс Фаррахан (11 травня 1933) — лідер радикальної організації «Нація ісламу». У 2019 році заявив, що є Ісусом.
- Гасан Мезарчі (11 травня 1954 р.) турецький консервативний політик-ісламіст, член парламенту (1991—1995 рр.). Виключений з Партії добробуту і ув'язнений за свій крайній погляд проти секуляризму. Після ув'язнення стверджував, що є пророком, Месією та самим Ісусом.
- Гарун Яг'я, справжнє ім'я Аднан Октар (нар. 2 лютого 1956), лідер культу ісламських креаціоністів, діяв у Туреччині з 1979 року. Вважає себе Месією.

## Інші месії

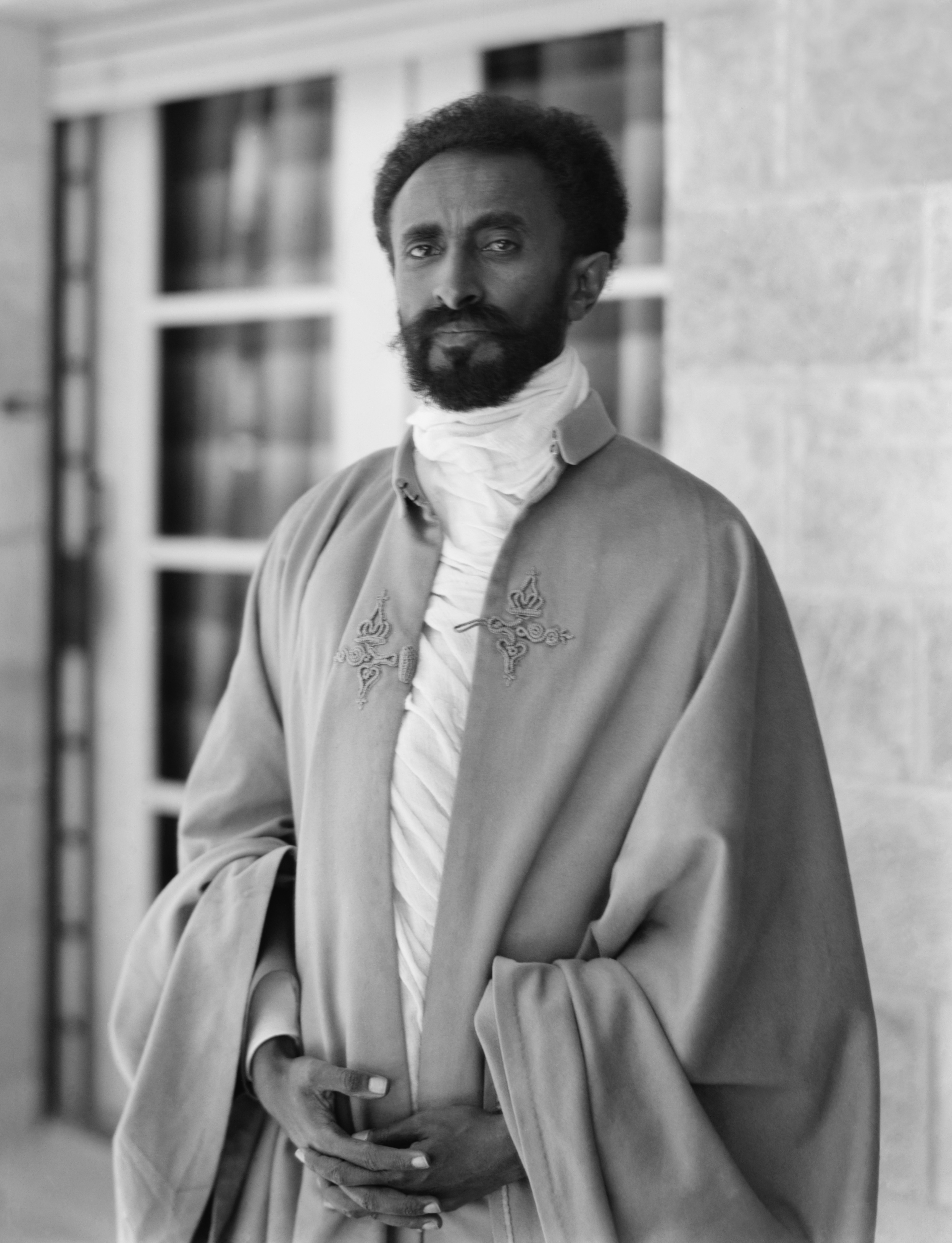
Хайле Селассіє

- Імператор Хайле Селассіє I Ефіопії (1892—1975), вшановується як месія растафаріанцями, але сам ніколи не вважав себе месією.
- Нірмала Шрівастава (1923—2011), гуру і богиня Сахаджа йоги, проголосила себе Потішницею, обіцяною Ісусом (тобто втіленням Святого Духа / Аді Шакти).[32][33]
- Ріаз Ахмед Гоар Шахі (нар. 25 листопада 1941) — пакистанський духовний лідер, автор і засновник духовного руху Месія Міжнародний фонд.[34][35] Проголосив себе Магді, Месією та Калкі.[36][37][38]
- Рюхо Окава (нар. 7 липня 1956), засновник компанії «Happy Science» в Японії. Окава вважає себе перевтіленням Мухаммеда, Христа, Будди та Конфуція і стверджує, що є втіленням вищої духовної істоти під назвою Ель Кантаре.